# Лешан, Евгений Анатольевич
Евгений Анатольевич Лешан (укр. Евген Анатолійович Лешан; род. 16 ноября 1975, Симферополь) — украинский журналист, политик. Народный депутат Украины 3-го созыва. Лейтенант Вооружённых сил Украины, участник вооружённого конфликта на востоке Украины и защиты Украины от полномасштабного российского вторжения в 2022 году.

## Жизнеописание
1990—1991 — пионервожатый, руководитель кружка в лагере «Юный разведчик», г. Симферополь. В 1992—1993 — лаборант СШ.
В 1993—1998 годах учился в Таврическом экологическом институте, на факультете журналистики. Во время обучения начал профессиональную деятельность: в 1994—1996 — корреспондент в газетах «Таврические Ведомости» и «Крымское время», г. Симферополь.
В 1997—1998 — корреспондент газеты «Сельский труженик», г. Симферополь.
С 1995 года — член КПУ. С марта 1998 по апрель 2002 — Народный депутат Украины 3-го созыва, избран в одномандатном избирательном округе № 1, г. Симферополь. Затем состоял в марксистской организации (маоистского толка) «Координационный совет рабочего движения» (КСРД, «Рабочее Действие»).
Бывший журналист сайта «Обозреватель».
В 2014—2015 годах — участник вооружённого конфликта востоке Украины. В чине солдата получил специальность наводчика-оператора БМП. С февраля 2018 года — младший лейтенант запаса, артиллерист. Написал серию статей-воспоминаний об участии в войне «мой 2014 год» и «мой 2015 год».
В 2016—2017 годах — редактор сайта Черноморской телерадиокомпании.
Внештатный колумнист на сайте «Nігіліст»
С 2018 года – корреспондент Информационного агентства Центр журналистских расследований.
Во время полномасштабного российского вторжения 2022 года — в рядах Вооруженных сил Украины, получил боевое ранение.

## Ссылка
- Лешан Евгений Анатольевич // колонка на « Обозреватель»
- / Евгений Лешан // колонка на «Nігіліст»
- «Евгений Лешан», / мой 2014 год. Часть первая (/ ч. 2, / ч. 3, / ч. 4, / ч. 5, / ч. 6, / ч. 7) / / «нигилист», 2017
- Лешан Евгений Анатольевич / / « Верховная Рада Украины»
- Лешан Евгений Анатольевич // «официальная Украина сегодня»